# Nina Høiberg
Nina Høiberg est une joueuse d'échecs danoise née le 11 février 1956. Huit fois championne du Danemark, elle a le titre de maître international féminin.
Au 1er février 2021, elle est la deuxième joueuse danoise avec un classement Elo de 2 165 points.

## Biographie et carrière
Maître international féminin depuis 1985, Nina Høiberg a remporté le championnat du Danemark féminin à huit reprises entre 1974 et 1993.
Elle participa a trois tournois interzonaux féminins, finissant 9e en 1985 (7,5/15), 6e-7e en 1987 (10/17) et 9e-10e (9,5/17) en 1990.
Elle a représenté le Danemark à 5 olympiades d'échecs disputées entre 1976 et 2002, jouant à chaque fois au premier échiquier de l'équipe du Danemark et marquant 46,5 points sur 77. En 1990, elle finit quatrième joueuse au quatrième échiquier en 1990 en marquant 10 points sur 14.
Elle participa deux fois au Championnat d'Europe d'échecs par équipe en 1992 et 2015.